# 珀夸纳 (南达科他州)
珀夸纳（英語：Pukwana），是美国南达科他州下属的一个小镇。根据2010年美国人口普查，该市有人口287人。论人口在本州排行第157。